# Simpsorama
Simpsorama (v anglickém originále Simpsorama) je 6. díl 26. řady (celkem 558.) amerického animovaného seriálu Simpsonovi. Scénář napsal J. Stewart Burns a díl režíroval Bob Anderson. V USA měl premiéru dne 9. listopadu 2014 na stanici Fox Broadcasting Company a v Česku byl poprvé vysílán 1. dubna 2015 na stanici Prima Cool. Jedná se o crossover (spojení) mezi seriály Simpsonovi a Futurama.

## Děj
Děti ve škole dostali za úkol přinést nějaký předmět do časové kapsle. Jediný Bart na to zapomněl a do kapsle hodil nakousnutý sendvič, do kterého se ještě vysmrkal. Když se časová kapsle slavnostně ukládala na své místo v podzemí na náměstí ve Springfieldu, dostala se do styku s toxickým odpadem ze springfieldské jaderné elektrárny. To způsobilo, že Bartovo DNA, které bylo v sendviči, spolu s králičí packou a toxickým odpadem, vytvořilo několik malých živočichů v podobě králíka. Napříč Springfieldem začala řádit elektrická bouře a něco spadlo z nebe. Později se to Bart a Homer vydali do sklepa prozkoumat a zjistili, že tam je robot, který o sobě tvrdí, že je z budoucnosti. Byl to robot z příbuzného seriálu Futurama jménem Bender, celým jménem Bender Bending Rodriguez. Homer se s ním spřátelil a provedl ho městem, vzal k Vočkovi a hráli spolu bowling. Líza ale nevěřila, že Bender je z budoucnosti, a tak ho vzala k profesoru Frinkovi, který potvrdil, že Bender z budoucnosti opravdu pochází.
Pomocí metody „vypnout a zapnout“, se Bender rozvzpomněl i na to, co je jeho misí v této době, a to zabít Homera Simpsona. Ihned se o to pokusil, ale když si vzpomněl, co už spolu prožili, tak to nedokázal. Benderovi najednou videohovorem zavolali ostatní spolupracovníci z budoucnosti ze společnosti Planet Express, kteří se ho vyptávali, jestli už zabil Homera Simpsona. Bender jim lhal, že ano, ale příšery, které ničí Nový New York, se stále množili. Následně se Leela, Fry a profesor Farnsworth také teleportovali do „minulosti“, aby úkol provedli za Bendera, který to očividně nebyl schopný udělat. Nakonec se ale rozhodli profesor Farnsworth a profesor Frink dát hlavy dohromady a znovu přezkoumali DNA těch příšer. Zjistili, že DNA je Homerova jen z půlky, ta druhá patří Marge. Mezitím byla ohlášena novinka, že příšery zahájily metamorfózu a místo králíka začaly připomínat Barta. Ten se následně přiznal, že on opravdu může za tuto situaci. Rozhodli se proto vykopat časovou kapsli, ale jelikož příšery už v Novém New Yorku zničily i generátor, který napájí portál nainstalovaný v Bernderovi, kterým se dostala posádka Planet Expressu do současnosti, tak je to spolu se Simpsonovými (kromě Bendera a Maggie) vcuclo zpět do budoucnosti.
Fry a Homer se snažili opět zprovoznit zničený generátor, zatímco Líza se snažila nestvůry shromáždit na jedno místo do Madison Cube Garden, aby je mohli odstřelit do kosmu. Obojí se podařilo: nestvůry byly odstřeleny do vesmíru a Fry a Homer zprovoznili generátor, což způsobilo, že to Simpsonovy vrátilo do současnosti. Jelikož byl Bender sám portál, musel se do budoucnosti vrátit „postaru“; nastavil si budík na dobu za 1 000 let. Mezitím v budoucnosti přistáli skřeti na planetě Omicron Persea 8.

## Zajímavosti
- Když Homer provádí Frye, Leelu a Bendera po Springfieldu, projdou kolem Panuciho pizzy, vedle které leží i Fryův pes Sam, ale ta se vyskytuje ve Futuramě v New Yorku.[2]
- Úvodní znělka Simpsonových byla nahrazena znělkou Futuramy, ale zachován zůstal pouze gaučový gag. Na konci dílu je opět znělka Futuramy a zpívá ji Homer vtipným textem.

## Kritika
Mnoha kritikům se líbil nápad na spojení těchto seriálů, ale většina z nich považovala děj dílu za nudný ve srovnání s ostatními dobrodružnějšími díly Futuramy.
Avšak web Screen Rant díl vyhodnotil jako nejlepší z 26. série Simpsonových.